# Kifoko
Kifoko is een Surinaamse sociaal-culturele vereniging uit de marrongemeenschap.
Kifoko is een begrip dat het bewaren in een hoekje van een hut betekent, en in deze betekenis verwijst naar het bewaren van de Marroncultuur. De vereniging werd rond 1983/1984 opgericht. De vereniging richt zich op verschillende culturele uitingen, zoals een vertelavond (Mato Neti) waarin ook dans en muziek wordt opgevoerd. Ook trad het gezelschap in 2013 op tijdens Carifesta, dat dat jaar in Suriname werd georganiseerd. In 2018 was het een van de groepen die optrad tijdens een culturele dag van de van origine Hindoestaanse politieke partij VHP.
Kifoko werkt ook samen met andere artiesten, zoals met de theatermaker en danser Tolin Alexander. en in 2011 met Tchô Pagra uit Frans-Guyana In 2017 voerde het een project uit waaruit een documentaire voortkwam, getiteld Den dron taki. Deze heeft een onderzoek van André Mosis naar de apintiedrum tot thema.
In 2009 werd de voorzitter van Kifoko, Saiwini 'Maria' Dewinie, onderscheiden met de Gaanman Gazon Matodja Award.